# 西風新都
- 日本 > 広島県 > 広島市 > 安佐南区 > 西風新都
- 日本 > 広島県 > 広島市 > 佐伯区 > 西風新都

西風新都（せいふうしんと）は、広島県広島市佐伯区および安佐南区にまたがる同市の都市拠点のこと。
正式名称は、1993年度までは「広島西部丘陵都市」、1994年度は「西風新都」、1995年度以降は「ひろしま西風新都」であるが、一般には「西風」や「西風新都」と呼ばれる。当地域の人口は53,455人（男26,533人、女26,922人）。当初は計画人口として「21世紀初頭に10万人」を掲げたが、計画通りの人口の増加が見込めず、2008年の計画見直しにより「2020年度に6万人、21世紀中頃に8万人」に変更となった。
西風新都内にある広島ビッグアーチにおいて、1994年には広島アジア大会、1996年にはひろしま国体秋季大会が開催された。

## 地理
同市の都心である紙屋町・八丁堀（または太田川デルタ）と西風新都との間には、太田川放水路、および、茶臼山を主峰とする丘陵地が横たわり、市街地の連続性がない。両地区の短絡路は峠越えの数本の道と草津沼田道路（1985年供用開始）だったが、丘陵地を迂回するルートのアストラムラインが1994年に開業し、丘陵地をトンネルで貫通する広島高速4号線が2001年に開通して利便性が向上した。西風新都からの主要各地への距離を以下に示す。
- 広島市中心部まで 5～10km
- 広島港まで 15km
- 国道2号まで 6km
- 広島空港まで 55km
- JR広島駅まで 12km

西風新都には、A.CITY、花の季台、セントラルシティこころ、若葉台、伴ハイツ、五月が丘、ライセンスパーク杜の街などの住宅地がある。学術面では、広島市立大学や広島修道大学がある。

### 住所の区分
石内地区は佐伯区、伴地区・大塚地区は安佐南区にある。

#### 石内地区
- 五日市町大字石内
- 石内上一丁目（石内北流通地区）― インター流通パーク
- 石内南一丁目～五丁目（石内学研地区）― 広島ライセンスパーク「杜の街」
- 石内北一丁目（梶毛東住宅地区） - セントラルシティこころ
- 五月が丘一丁目～五丁目
- 藤の木一丁目～四丁目

#### 伴地区
- 沼田町大字伴
- 伴東一丁目（下地、瀬戸内ハイツ）
- 伴東六丁目（伴東学研地区）― テクノヒルズ（広島市立沼田高等学校、中電工技術短期大学校など）
- 伴東七丁目（グリーンヒル大原他）
- 伴東八丁目（大原台）
- 伴南一丁目・四丁目・五丁目（梶毛東住宅地区）―セントラルシティこころ
- 伴南二丁目・三丁目（伴南工業地区）―セントラルシティ
- 伴北七丁目（高附住宅地区）― ネオ・ハーモニータウン「若葉台」

#### 大塚地区
- 沼田町大字大塚
- 大塚東一丁目（広島修道大学）
- 大塚東三丁目（大塚学研地区「アカデミック・リサーチパーク」）―広島市立大学など
- 大塚西二丁目（下城ハイツ他）
- 大塚西三丁目（藤興園、タワーズ）
- 大塚西四丁目（中講）
- 大塚西五丁目（広島広域公園）
- 大塚西六丁目（ヒルズ、大塚業務地区）―A.CITY
- 大塚西七丁目（伴南住宅地区）―A.CITYアベニュー「花の季台」

## 歴史
用地買収は、高度経済成長期の1971年（昭和46年）に始まった。するとニクソン・ショックとオイルショックによって日本経済が低迷して安定成長期に陥った。また、「狂乱物価」と呼ばれるインフレーションが進行した。そのような激変の中、用地買収は1975年（昭和50年）まで続いた。事業着手は、バブル景気期の1989年（平成元年）の市制施行100周年からと、大いに遅れた。
市が取り組む多心型都市づくりにおける都市拠点の一つ。職・住・学術・レクリエーションなどの機能を持つニュータウン事業であるが、広島市の「副都心」と呼ばれることもある。

### 年表
- 1973年（昭和48年）4月、広陵高等学校が現在の沼田新校舎に移転
- 1974年（昭和49年）4月、広島修道大学が西区観音から現在の沼田キャンパスに移転
- 1975年（昭和50年）5月、関連公共施設の未整備を理由として開発凍結
- 1983年（昭和58年）4月、広島市立伴小学校より広島市立伴東小学校が分離開校
- 1985年（昭和60年）
  - 3月、広島自動車道・広島北IC～五日市IC間開通
  - 3月、広島市立沼田高等学校が開校
- 1986年（昭和61年）5月、「広島西部丘陵都市建設基本計画」を策定（開発凍結の解除）
- 1988年（昭和63年）12月、山陽自動車道・五日市IC～広島IC間開通
- 1989年（平成元年）11月、「広島西部丘陵都市建設実施計画」を策定（事業着手）
- 1990年（平成2年）10月、都市内で最初の計画開発地区（大塚業務地区・伴南住宅地区）の開発着工。
- 1991年（平成3年）10月、大塚学研地区の開発着工
- 1992年（平成4年）6月、石内北流通地区の開発着工（当初許可）
- 1993年（平成5年）
  - 4月 広島広域公園の開園
  - 8月、石内学研地区の開発着工（当初許可）
- 1994年（平成6年）
  - 1月、都市愛称「西風新都」に決定。
  - 1月、アカデミックリサーチパークの分譲開始。
  - 3月、A.CITYヒルズ、ネオスの分譲開始
  - 4月、広島市立大学開学
  - 8月、新交通システム「アストラムライン」開業
  - 5月、伴東学研地区の開発着工
  - 10月、「第12回アジア競技大会広島1994」開催
- 1995年（平成7年）
  - 4月、都市名称を「ひろしま西風新都」に変更、広島市立伴小学校より広島市立大塚小学校が分離開校
  - 6月、伴南鋼業・梶毛東住宅地区の開発着工
- 1996年（平成8年）
  - 1月、A.CITYアベニュー（花の季台）、および、テクノヒルズの分譲開始
  - 4月、高附住宅地区の開発着工
  - 8月、インター流通パークの分譲開始
  - 11月、善當寺住宅地区・工業地区の開発許可
  - 10月、ひろしま国体（第51回国民体育大会）秋季大会の開催
  - 10月、おりづる大会ひろしま（第32回全国身体障害者スポーツ大会）の開催
- 1998年（平成10年）
  - 3月、伴北工業地区の開発許可
  - 10月、ニューエイジタウンこころ（産業ゾーン）、および、ライセンスパーク杜の街の分譲開始
  - 10月、広島県運転免許センター開設
- 1999年（平成11年）3月、ニューエイジタウンこころ（住宅ゾーン）の分譲開始
- 2001年（平成13年）
  - 7月、広島自動車道・広島西風新都ICの供用開始
  - 10月、広島西風新都線（広島高速4号線）の供用開始
- 2003年（平成15年）4月、広島市立大塚小学校より広島市立伴南小学校が分離開校
- 2008年（平成20年）4月、広島市立伴中学校より広島市立大塚中学校が分離開校
- 2015年（平成27年）2月、住居表示が沼田町の一部で変更になる[3]
- 2018年（平成30年）4月、THE OUTLETS HIROSHIMAオープン[4][5]

## 交通
西風新都の中心A.CITYへは、広電バス Aシティ中央バス停下車もしくは、アストラムライン・大塚駅で下車して徒歩で15分程度。

### 新交通システム
- アストラムライン（広島高速交通広島新交通1号線）
  - （本通駅・県庁前駅・新白島駅・大町駅方面） - 伴駅 - 大原駅 - 大塚駅 - 広域公園前駅

### バス
バスは、広電バスで広島バスセンターから広島高速4号線を経由して直行便ならばA.CITY中央まで16分。2007年4月1日のダイヤ改正で増発されて直行便、横川駅経由を会わせて、大塚駅～広島バスセンター間で平日往復約200本以上のバス便がある。
大塚駅バス停では、三次、庄原、鳥取、倉吉、米子、松江、出雲、浜田、益田、岩国、徳山、防府、山口、北九州、福岡方面の高速バスも利用可能であるが、広島バスセンター方面への乗車はできない。

#### 路線バス
- 広電バス[6]
  - 54 西広島バイパス線（市役所経由）（広島バスセンター - 五月が丘）
  - 60,61 五月が丘団地・免許センター・ジ アウトレット 広島・そらの線（広島バスセンター方面 - 大塚駅 - 広島修道大学・五月が丘・藤の木団地・免許センター・そらの北・ジ アウトレット 広島）
  - 62,63 西風新都線（広島バスセンター方面 - 市立大学・花の季台・大塚駅・こころ団地方面）
  - 64,65くすの木台線（広島バスセンター方面 - 市立大学 - くすの木台・三菱団地・安佐動物園・あさひが丘方面）
  - ジアウトレット広島線（ジ アウトレット 広島 - 広域公園前駅 - 広島駅新幹線口） 月・水・金・土・日曜・祝日に運行
  - 201,202 西風みなとライン（免許センター・ジ アウトレット 広島 - アルパーク・広島港桟橋方面）
  - 1 五日市駅北口発着（岡の下橋経由）（五日市駅北口 - 石内学校 - 免許センター・ジ アウトレット 広島・五月が丘・広島修道大学・市立大学前）
- エイチ・ディー西広島[7]
  - Bon-Bus（ボン・バス） 五月が丘・ジアウトレット線（西広島駅 己斐 - 五月が丘・ジ アウトレット 広島・免許センター）

#### 高速バス
大塚駅バス停や広域公園前駅バス停から各方面へ高速バスが発着している。
大塚駅には鳥取・米子・松江・出雲・三次・庄原・浜田方面の高速バス、広域公園前駅には東京・京都・大阪・神戸方面の高速バスが発着している。岩国・徳山・防府・山口・北九州・福岡方面の高速バスは大塚駅と広域公園前駅の両方に停車する。
山陽自動車道 沼田PAのバス停にも一部の高速バスが停車している。ジ アウトレット 広島（THE OUTLETS HIROSHIMA）からはひろでんモビリティサービスの広島空港ジャンボタクシーが発着する。

### 道路
車では、広島市内からは有料の広島高速4号線（中広出入口-沼田出入口間）の利用が一番早い。距離にして約8kmで都心（紙屋町）まで車で15分である。
その他の都心からのルートとして西広島方面からは己斐団地から入りトンネルの上にある広島県道265号は昔からの峠道でトラックやバスも走行していて交通量が多い。
国道2号線西広島バイパス経由で田方ICより出て広島県道71号広島湯来線を通るコースもある。西広島バイパスが混雑していなければ都心から約25分～35分で到着するルートでもある。
廿日市市や五日市からは五日市から広島県道290号原田五日市線（石内バイパス）を北に進むと行ける。
また、山陽自動車道の五日市ICおよび広島自動車道の西風新都ICいずれからも西風新都の中心であるA.CITYには車でおよそ5分～10分となっている。
- 高速道路
  - 広島高速4号線（広島西風新都線） 沼田出入口 - 中広出入口（紙屋町・広島県庁・広島駅方面）
  - 山陽自動車道 五日市IC・沼田SIC - 河内IC（広島空港）・岡山方面 / 岩国IC・福岡方面
  - 広島自動車道 広島西風新都IC - 広島北JCT・三次方面
- 一般道路
  - 広島県道38号広島豊平線 - 国道54号（安佐北区可部方面）・山陽自動車道広島IC・安佐南区役所方面 / 安佐北区久地方面
  - 広島県道71号広島湯来線 - 草津沼田道路・国道2号西広島バイパス 田方ランプ・商工センター方面
  - 広島県道265号伴広島線 - 己斐峠・西区己斐（西広島駅）方面
  - 広島県道290号原田五日市線（石内バイパス） - 西広島バイパス 五日市西IC・佐伯区五日市町・国道2号・佐伯区役所方面

## 計画の見直し
バブル期に計画された新都市づくりであったが、景気低迷や市人口の伸びの想定が当初より鈍化した（140万人から118万人）ことを受け、
広島市は2006年に「ひろしま西風新都建設実施計画見直し検討委員会」を設置し、計画の見直しを行った。その結果、2008年2月に「ひろしま西風新都都市づくり推進プラン」が策定され、主に下記の計画変更が行われた。
- 都市づくりのスケジュール（概成時期）を「21世紀初頭」から「21世紀中頃」に変更
- 人口を当初計画の「21世紀初頭に10万人」から「2020年度に6万人、21世紀中頃に8万人」に変更
- 土地利用目的の緩和および変更を実施
- 都市機能を集積する方針を見直し、分散配置
- 整備・誘致する施設等についてバブル期の発想を転換し選択と集中を実施

また、2011年度時点で累積赤字が119億円あまりであり単年度収支も7年連続赤字となっているアストラムラインについても、2012年、伸張計画がなされている西風新都線（広域公園前-JR西広島、6.2km）の予定ルートを、乗客増につながる複合団地（開発計画中）を取り込むルートへと見直す検討を行うこととなった。